# Amgueddfa Cymru – National Museum Wales
Amgueddfa Cymru – National Museum Wales, tidligere National Museums and Galleries of Wales, er en walisisk museumssammenslutning bestående af  syv museer i Wales:
- National Museum Cardiff – tidligere National Museum of Wales
- St Fagans National Museum of History, Cardiff
- Big Pit National Coal Museum, Blaenavon
- National Wool Museum, Dre-fach Felindre near Llandysul
- National Slate Museum, Llanberis
- National Roman Legion Museum, Caerleon
- National Waterfront Museum, Swansea

Udover disse steder driver organisationen også Oriel y Parc, der er et galleri med walisisk landskabskunst i St David's, sammen med Pembrokeshire Coast National Park Authority. National Collections Centre i Nantgarw er en magasin for AC-NMW.

## Direktører
- William Evans Hoyle (1908–1924)
- Sir Mortimer Wheeler (1925–1926)
- Sir Cyril Fox (1926–1948)
- D. Dilwyn John (1948–1968)
- Gwyn Jones (1968–1977)
- Douglas Bassett (1977–1985)
- David W. Dykes (1986–1989)
- Alastair Wilson (1989–1993)
- Colin Ford (1993–1998)
- Anna Southall (1998–2002)[2]
- Michael Houlihan (2003–2010)[3]
- David Anderson (2010–)[4][5]

## Besøgstal
I 2017 besøgte over 1,89 mio. person National Museums forskellige museer. Det mest populære sted i 2017 var St. Fagans og i 2016 var det National Museum Cardiff.
| St Fagans National Museum of History                | 553.090 |  |
| National Museum Cardiff                             | 539.550 |  |
| National Waterfront Museum                          | 268.622 |  |
| National Slate Museum                               | 145.969 |  |
| Big Pit National Coal Museum                        | 141.969 |  |
| National Roman Legion Museum                        | 70.021  |  |
| National Wool Museum                                | 36.909  |  |
| Source: Visits to Tourist Attractions in Wales 2017 |         |  |